# Reinhold Heinen
Reinhold Heinen (* 7. Januar 1894 in Düsseldorf; † 23. Juli 1969 in Heimbach) war ein deutscher Politiker (CDU), Journalist und Verleger.

## Leben
Reinhold Heinen war zunächst als Volontär bei der Dürener Zeitung tätig, anschließend bei der Zentrumszeitung Warmia in Ermland in ostpreußischen Heilsberg (dem heutigen Lidzbark Warmiński). Parallel studierte er Staatswissenschaften an der Albertina in Königsberg. Er wurde 1916 Mitglied der Katholischen Akademischen Verbindung Tuisconia Königsberg (zu Bonn) im Cartellverband (CV). Ab 1917 war Heinen Chefredakteur der größten Tageszeitung in Schlesien, dem Oberschlesischen Kurier. 1919 wurde er an der Universität Breslau promoviert.
In der Katholischen Volkspartei engagierte er sich 1919 für den Verbleib Oberschlesiens und des Hultschiner Ländchens im Deutschen Reich. Er war Generalsekretär der Kommunalpolitischen Vereinigung von 1921 bis 1933 und Herausgeber der Kommunalpolitischen Blätter. In seinen journalistischen Veröffentlichungen vertrat er nationale Standpunkte. Heinen musste seine kommunalpolitischen Aktivitäten für die Zentrumspartei nach Auflösung der preußischen Kommunalparlamente durch die Nationalsozialisten Mitte 1933 einstellen, ebenso einen Lehrauftrag an der Universität zu Köln. Mitte der 1930er Jahre war er für das Katholische Nachrichtenbüro im niederländischen Breda tätig, gedeckt durch eine offizielle Tätigkeit beim Amt Ausland der Abwehr des Oberkommandos der Wehrmacht bei Admiral Wilhelm Canaris. Auf Grund seines weitergehenden Engagements gegen die Nationalsozialisten wurde er 1941 von der Gestapo verhaftet und für vier Jahre im KZ Sachsenhausen inhaftiert. Am 8. Mai 1945 befand er sich in Lütjenheide, einem kleinen Dorf in der Prignitz. Heinen war nach Kriegsende zeitlebens engagiertes Mitglied des Internationalen Sachsenhausen-Komitees.
Nach Kriegsende war Heinen Mitgründer der CDU in Düren und wurde Landrat im Kreis Monschau. 1946 erhielt er eine Lizenz für die Zeitung Kölnische Rundschau und wurde deren Verleger und Herausgeber.